# Бьянкони, Диего

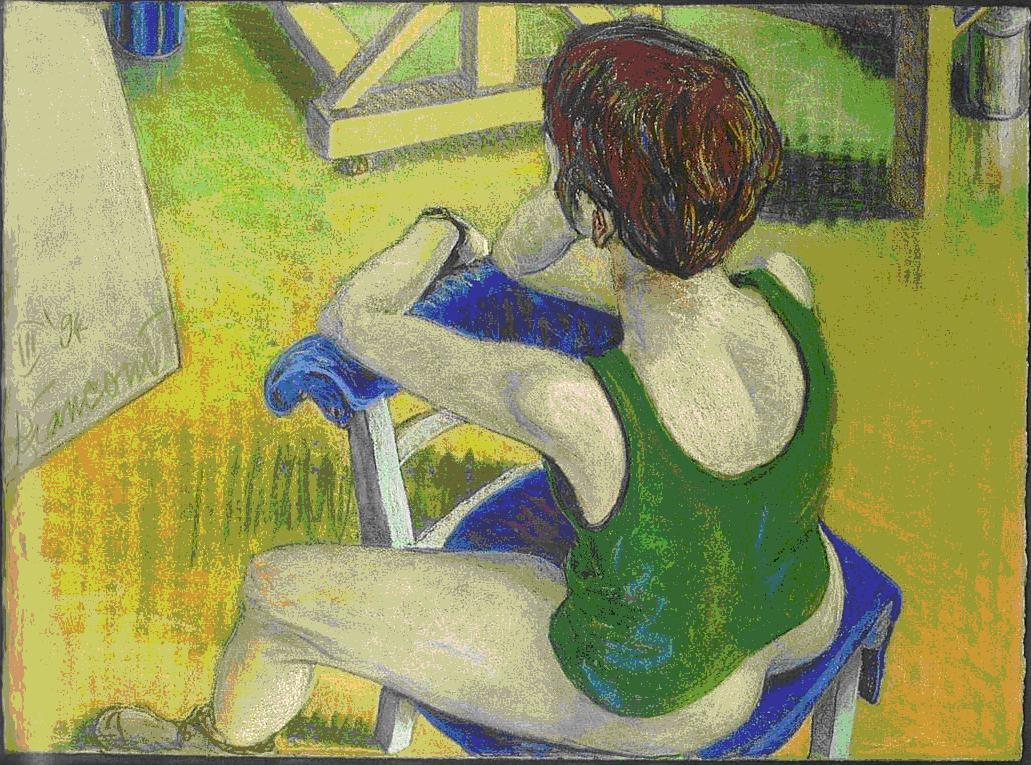
Д.Бьянкони Отдыхающая натурщица, пастель, 1994

Диего Бьянкони (итал. Diego Bianconi; род. 1957, Муральто) — современный швейцарский художник.

## Жизнь и творчество
Д.Бьянкони в период с 1972 по 1973 год учится в художественной школе C.S.I.A. в Лугано. В 1982 году он берёт частные уроки у Лео Мейлле, одного из лучших учеников известного немецкого экспрессиониста Макса Бекмана. В 1988—1995 годах Бьянкони продолжает совершенствовать своё мастерство, обучаясь в Академии изобразительных искусств Нюрнберга (AdBK Nürnberg). В 1995—1999 годах он преподаёт рисунок обнажённой натуры в нюрнбергской Академии. В 2001 году художник открывает «Халкографическую исследовательскую лабораторию» («Chalkografische Forschungslabor»). Д.Бьянкони — член союза художников Швабаха.

## Награды
Д.Бьянкони был награждён рядом художественных премий и стипендий:
- 1989—1991 стипендиат департамента образования и культуры кантона Тичино
- 1991 премия фонда Даннер (Danner-Stiftung)
- 1998 художественная премия Хольфельд (Malerpreis Hollfeld)

## Галерея
- Избранные работы Д.Бьянкони